# Арноур Ингви Трејстасон
Арноур Ингви Трејстасон (исл. ‎‎Arnór Ingvi Traustason; Кеблавик, 30. април 1993) професионални је исландски фудбалер који примарно игра у средини терена на позицијама везног играча.

## Клупска каријера
Трејстасон је професионалну фудбалску каријеру започео као играч екипе Кеблавика за чији први тим је играо четири сезоне у исландском првенству. Потом у јануару 2014. за суму од 100.000 евра прелази у редове шведског прволигаша Норћепинга, где игра наредне две и по сезоне и у сезони 2015. осваја титулу националног првака.
У наредном периоду игра и за бечки Рапид и атински АЕК, а у јануару 2018. потписује троипогодишњи уговор са шведским Малмеом.

## Репрезентативна каријера
За сениорску репрезентацију Исланда дебитовао је 13. новембра 2015. у пријатељској утакмици са селекцијом Пољске. У наредном периоду је успешно одиграо још неколико пријатељских утакмица, након чега је уврштен на списак репрезентативаца за Европско првенство 2016. у Француској, прво велико такмичење на које се селекција Исланда пласирала. На првенству је дебитовао у последњој утакмици групне фазе против Аустрије на којој је постигао победнички погдак који је Исланђанима омогућио пласман у наредну фазу такмичења. Потом је играо и на наредне две утакмице против Енглеске и Француске.
Селектор Хејмир Халгримсон уврстио га је и на списак играча за Светско првенство 2018. у Русији, али је ту наступио тек у последњој утакмици у групи Д против Хрватске.

### Голови за репрезентацију
| №  | Датум              | Место    | Ривал    | Гол. | Рез. | Такмичење                |
| -- | ------------------ | -------- | -------- | ---- | ---- | ------------------------ |
| 1. | 13. јануар 2016.   | Абу Даби | Финска   | 1:0  | 1:0  | Пријатељска утакмица     |
| 2. | 24. март 2016.     | Хернинг  | Данска   | 1:2  | 1:2  | Пријатељска утакмица     |
| 3. | 29. март 2016.     | Пиреј    | Грчка    | 1:2  | 3:2  | Пријатељска утакмица     |
| 4. | 22. јун 2016.      | Сен Дени | Аустрија | 2:1  | 2:1  | Европско првенство 2016. |
| 5. | 15. новембар 2016. | Такали   | Малта    | 1:0  | 2:0  | Пријатељска утакмица     |

## Успеси и признања
ФК Норћепинг
- Првенство Шведске (1): 2015.
- Шведски суперкуп (1): 2015.

 ФК
Индивидуална признања